# Michail Jewgenjewitsch Schaposchnikow

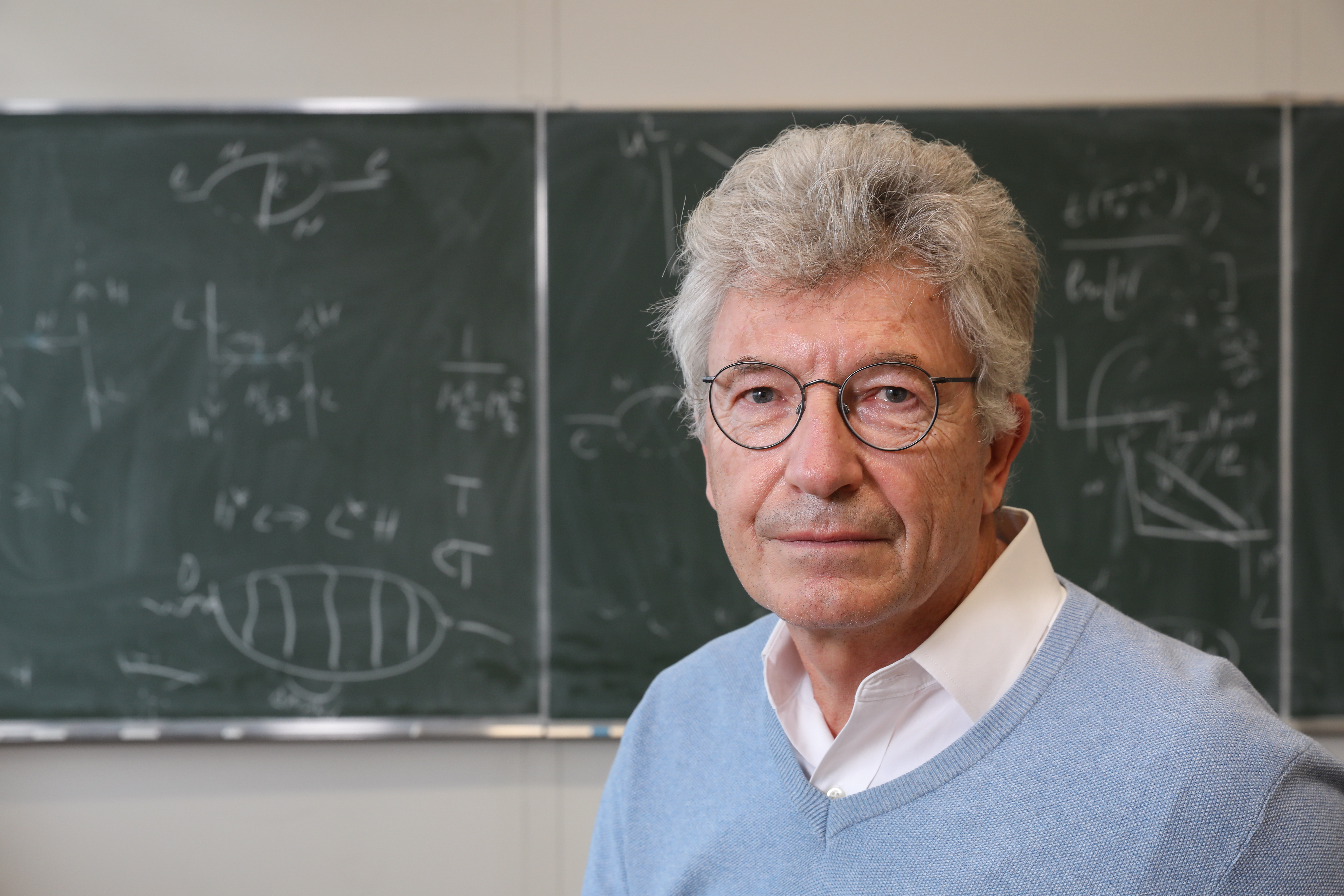
Michail Jewgenjewitsch Schaposchnikow

Michail Jewgenjewitsch Schaposchnikow (russisch Михаил Евгеньевич Шапошников, englische Transkription Mikhail E. Shaposhnikov; * 1956 in Sotschi) ist ein russischer theoretischer Physiker, der in Lausanne lehrt. Er befasst sich mit Kosmologie und Astro-Teilchenphysik.

## Leben
Schaposchnikow machte 1979 seinen Abschluss in Physik an der Lomonossow-Universität und wurde 1982 am Institut für Kernforschung (INR) der Sowjetischen Akademie der Wissenschaften in Moskau promoviert mit einer Arbeit über die Erzeugung von Baryonenasymmetrie in der Großen vereinheitlichten Theorie. Danach arbeitete er dort als Wissenschaftler. 1991 bis 1998 war er am CERN in der Theorieabteilung. 1998 wurde er Professor für Theoretische Physik an der Universität Lausanne und 1999 Direktor des Instituts für Theoretische Physik. 2003 wurde er Professor an der École polytechnique fédérale de Lausanne (EPFL), wo er das Labor für Teilchenphysik und Kosmologie leitet.
In einer einflussreichen Arbeit mit Wadim Alexejewitsch Kusmin und Waleri Anatoljewitsch Rubakow klärte er 1985 die Voraussetzungen, unter denen eine Erklärung der Baryonenzahlverletzung im Standardmodell möglich ist.
Er erhielt die Andrei-Sakharov-Goldmedaille der Russischen Akademie der Wissenschaften. 2009 erhielt er den Humboldt-Forschungspreis und war damit an der Universität Heidelberg. 2005 erhielt er mit Rubakow den Markow-Preis. 2025 wurde Schaposchnikow mit dem Pomerantschuk-Preis ausgezeichnet.

## Schriften (Auswahl)
- mit Daniel Zenhausern Scale invariance, unimodular gravity and dark energy, Phys. Lett. B, Band 671, 2009, S. 187, Arxiv
- mit F. Bezrukov The Standard Model Higgs boson as the inflaton, Phys. Lett. B, Band 659, 2008, S. 703, Arxiv